# Ghent (Kentucky)
Ghent és una població dels Estats Units a l'estat de Kentucky. Segons el cens del 2000 tenia 371 habitants.

## Demografia
Segons el cens del 2000, Ghent tenia 371 habitants, 125 habitatges, i 103 famílies. La densitat de població era de 198,9 habitants/km².
Dels 125 habitatges en un 36% hi vivien nens de menys de 18 anys, en un 56,8% hi vivien parelles casades, en un 15,2% dones solteres, i en un 17,6% no eren unitats familiars. En el 14,4% dels habitatges hi vivien persones soles el 6,4% de les quals corresponia a persones de 65 anys o més que vivien soles. El nombre mitjà de persones vivint en cada habitatge era de 2,97 i el nombre mitjà de persones que vivien en cada família era de 3,17.
Per edats la població es repartia de la següent manera: un 27,8% tenia menys de 18 anys, un 8,4% entre 18 i 24, un 29,1% entre 25 i 44, un 21,8% de 45 a 60 i un 12,9% 65 anys o més.
L'edat mediana era de 34 anys. Per cada 100 dones de 18 o més anys hi havia 94,2 homes.
La renda mediana per habitatge era de 37.917 $ i la renda mediana per família de 39.028 $. Els homes tenien una renda mediana de 32.031 $ mentre que les dones 17.813 $. La renda per capita de la població era de 17.106 $. Entorn del 8,6% de les famílies i el 12,8% de la població estaven per davall del llindar de pobresa.

## Poblacions més properes
El següent diagrama mostra les poblacions més properes.